# 28 de minute pentru a trăi
„28 de minute pentru a trăi” (titlu original: „Starship Mine”) este al 18-lea episod din al șaselea sezon al serialului TV american științifico-fantastic Star Trek: Generația următoare și al 144-lea episod în total. A avut premiera la 29 martie 1993.
Episodul a fost regizat de Cliff Bole după un scenariu de Morgan Gendel.

## Prezentare
Niște hoți încearcă să fure trilitium de pe Enterprise în timpul unei scanări Baryon la Rețeaua de antene Remmler, iar Jean-Luc Picard trebuie să-i oprească de unul singur. 

## Actori ocazionali
- David Spielberg – Cmdr. Calvin Hutchinson
- Marie Marshall – Kelsey
- Tim Russ – Devor
- Glenn Morshower – Orton
- Tom Nibley – Neil
- Tim de Zarn – Satler
- Patricia Tallman – Kiros
- Arlee Reed – Arkanian Waiter
- Alan Altshuld – Pomet
- Majel Barrett – Computer Voice